# Симплиций Веронский
Симплиций — святой епископ Вероны. День памяти — 20 ноября.
Святой Симплиций был третьим епископом города Верона. В официальной хронике епархии время его располагают после святого Димитриана и перед святым Прокулом.
О святом Симплиции нет определенных записей. Только епископ Валье (Valier) в Веронском мартирологе (Martirologio veronese) его называет: «премудрым в человеческом и божественном».
Святой Симплиций умер 20 ноября. Он был похоронен в крипте храма Святого Прокула. О перенесении его мощей в храм Святого Стефана, которое состоялось 21 октября в конце V века, рассказывается каноником Джане Джакомо Дионисии (Gian Giacomo Dionisi). Всё тот же автор также напоминает, что второе перенесение мощей состоялось 20 февраля 1550 года.
В Catalogus Sanctorum Ecclesiae Veronensis Франко Сегала (Franco Segala) не раскрывает похвалу из Мартиролога веронской церкви (Martirologio della chiesa veronese):
Veronae sancti Simplicii eiusdem civitatis episcopi (qui, cum esset vir humanarum divinarumque rerum schientissimus, doctrina et rebus gestis populo veronensi plurimum profuit atque Ecclesiam cum in primis mirabiliter ornasset et ad magnum splendorem perduxisset, sanctissime ex hac vita dessit).
Имеется лишь одно изображение святого, между святыми Иеронимом, Франциском, Мавром и Плакидой, у Никколо Джольфино.